# Diecezja Albany
Diecezja Albany (łac. Dioecesis Albanensis, ang. Diocese of Albany) – diecezja Kościoła rzymskokatolickiego w metropolii Nowy Jork w Stanach Zjednoczonych. Swym zasięgiem obejmuje środkowo-wschodnią część stanu Nowy Jork. 

## Historia
Diecezja została kanonicznie erygowana 23 kwietnia 1847 roku przez papieża Piusa IX. Wyodrębniono ją z ówczesnej diecezji nowojorskiej. Pierwszym ordynariuszem został dotychczasowy koadiutor biskupa Nowego Jorku John McCloskey (1810–1885), późniejszy kardynał.

## Główne świątynie
- Katedra: Katedra Niepokalanego Poczęcia Najświętszej Maryi Panny w Albany

Ponadto na terenie diecezji znajdują się dwa narodowe sanktuaria:
- sanktuarium Matki Bożej Królowej Męczenników w Auriesville
- sanktuarium św. Kateri Tekakwitha w Fondzie.

## Ordynariusze
- John McCloskey (1847–1864)
- John Joseph Conroy (1865–1877)
- Francis McNierney (1877–1894)
- Thomas Martin Aloysius Burke (1894–1915)
- Thomas Francis Cusack (1915–1918)
- Edmund Gibbons (1919–1954)
- William Aloysius Scully (1954–1969)
- Edwin Bernard Broderick (1969–1976)
- Howard Hubbard (1977–2014)
- Edward Scharfenberger – od 2014

## Parafie
- Parafia św. Michała Archanioła w Cohoes
- Parafia św. Wojciecha w Schenectady